# Vittikkoseitterova
Vittikkoseitterova är ett naturreservat i Övertorneå kommun i Norrbottens län.
Området är naturskyddat sedan 2010 och är 0,9 kvadratkilometer stort. Reservatet omfattar bergen östsluttningen av berget Vittikkoseitterova och av våtmarken Silejäjännkkä i öster. Reservatet består av urskogsartad, lövrik granskog.